# Teresa de Dios Unanue
Teresa de Dios Unanue es una docente, activista, escritora de varios ensayos publicados en Puerto Rico y en EE. UU., coautora del texto "Educación Personalizada", cofundadora y presidenta del Atlantic University College, una institución universitaria especializada en artes digitales de Puerto Rico y el Caribe.

## Biografía
Es originaria de Camagüey, Cuba. Más tarde, se exilió y se estableció en Puerto Rico, donde se graduó con honores en la Universidad de Puerto Rico en los campos de la literatura, administración, supervisión educacional y obtuvo un doctorado en conducta humana. Años más tarde, después de graduarse de la universidad, empezó a trabajar como directora de Innovación y Planes de Estudios de la American Military Academy colaborando con su jefe, el coronel Ramon Barquin. A partir de allí, procedió aquí dar al Coronel Barquin a fundar la compañía que ahora dirige.

## Cofundación del Atlantic University College
La Dra. Teresa de Dios Unanue ha trabajado en el desarrollo de los niños y jóvenes puertorriqueños. En 1983, comenzó su trabajo en la Atlantic University College, la única institución universitaria de Guaynabo, Puerto Rico. También ha sido pionera en arte digital de la isla. Otro accionar suyo fue la creación de la primera e histórica licenciatura en diseño gráfico, y ya en 2001, con la primera maestría en esa especialidad de la gráfica en Puerto Rico y el Caribe que se especializa en el diseño gráfico digital.

## Honores

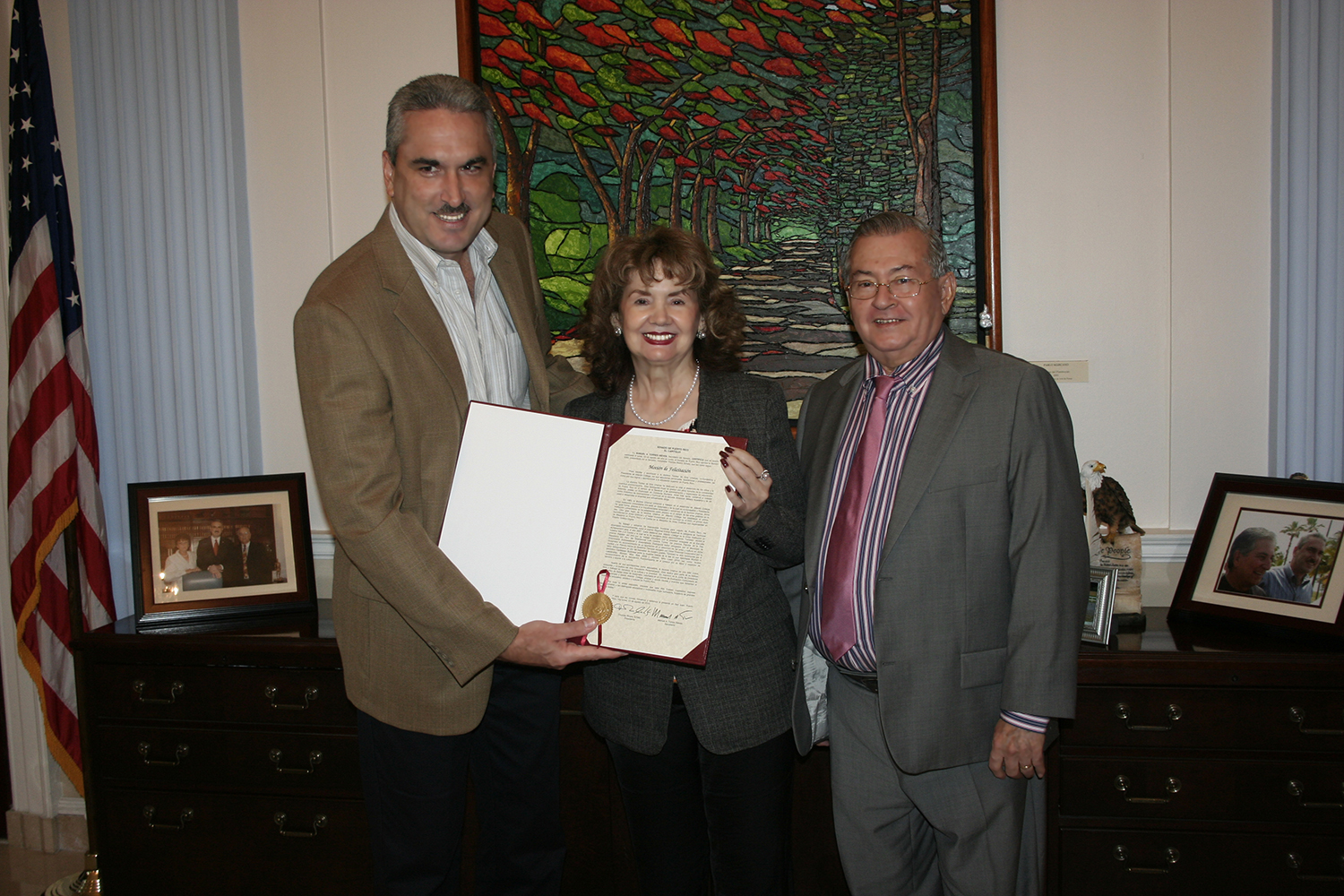
Reconocimiento a la Dra. de Dios, con su esposo Prof. Heriberto Martínez con el Pte. del Senado

Bajo su presidencia, y junto con el vicepresidente Heri Martínez de Dios, ha recibido reconocimientos con la Distinción de Honor, otorgado por la organización federal de acreditación ACICS, y en 2007 el Premio Emmy en la categoría de Logros Técnicos, otro Emmy en 2012 y nominada para tres Emmy awards en 2011. Vale la pena señalar que el Atlantic University College, es la única institución de Puerto Rico y el Caribe que ha recibido tales galardones.
También recibió el "Kappan del Año" por su trabajo voluntario con jóvenes desfavorecidos, en la Escuela República del Perú, en el proyecto de vivienda pública Luis Llorens Torres, así como la Paloma de la Paz, Ejecutiva excepcional y distinguidos premios Residente de Guaynabo todas otorgado por la ciudad de Guaynabo, en reconocimiento a su contribución al desarrollo de la cultura y las artes en la ciudad, y Héroe de nuestros Tiempos, galardonada por Doral Financial Corporation por su trabajo, en pro del bienestar del pueblo de Puerto Rico. También ha sido reconocida por el periódico Caribbean Business como una de las mujeres líderes de la isla en "Mujeres en el Liderazgo", "Mujeres que gobiernan 2008 y 'Mujeres líderes 2010.
Además, el 27 de septiembre de 2010, el presidente del Senado de Puerto Rico, Thomas Rivera Schatz, junto con el expresidente del Senado, Cherlie Rodríguez, dedicando una moción de felicitación a la Dra. Teresa de Dios Unanue, en el que se destacó su expediente personal, académico y profesional, así como sus logros y contribuciones a la educación superior de Puerto Rico.

Además de sus contribuciones como educadora, es una líder cívica, ensayista, y coautora del libro Educación Personalizada. 

## Filantropía y trabajo comunitario
La Dra. de Dios dedica parte de su tiempo al trabajo de beneficiar a la cultura de la juventud. Es miembro de la Junta directiva del Centro de Bellas Artes de Guaynabo, Puerto Rico, y voluntaria del Comité de Evaluación de la comunidad de la ciudad. Desde el Atlantic University College, apoya y asiste a las causas y eventos que apoyan el desarrollo educativo, artístico y cultural en Puerto Rico.